# Agios Epifanios
Agios Epifanios (em grego:  Αγιος Επιφάνιος) é uma vila localizada no distrito de Nicósia, Chipre. De acordo com o censo de 2011, sua população era de 338 habitantes. 